# 美華書館
美華書館（びかしょかん、みかしょかん、The American Presbyterian Mission Press）は、米国長老派教会が清国の外国人居住区に設立した印刷所。キリスト教関係の印刷・出版が主要業務で、宗派間での略称はAPMP、上海では長老会書館とも俗称されていた。

## 歴史
1844年、米国長老派教会は清国への布教に当たってマカオのポルトガル人居住区に華花聖経書房（The Chinese and American Holy Classic Book Establishment）を設立した。リチャード・コールが責任者となり、印刷工2人と植字工1人がいた。1854年、華花聖経書房は浙江省寧波に移転した。
1858年、米国長老派教会が華花聖経書房へ印刷技師のウィリアム・ギャンブル（姜別利）を派遣。同年、華花聖経書房は美華書館と改名し、1860年12月に寧波から上海小東門に移転。
1866年、ヘボンと岸田吟香が日本から上海へ赴き、『和英語林集成』の印刷のために美華書館を訪問している。第一版出版後もヘボンは横浜で執筆活動を継続し、5年後の1871年に第二版印刷のため再訪、翌年の1872年に日本で出版した。
1874年には小東門から北京路に移転した。ギャンブルの指導下、墨海書館の地位に取って代わり、当時の上海で最大規模の印刷工場に急成長した。美華書館はロール式印刷機4台と平台印刷機1台、大型の手動印刷機4台、蒸気タービン1台、活字組版を所有し、広学会の発行物の印刷を請け負い、清国内やその周辺地域でのキリスト教布教にとって最も重要な印刷・出版システムとなっていた。
1915年、美華書館は華美書館と合併したが、1928年に清算を行い、設備は商務印書館に譲渡した。
美華書館の主要出版物は『聖書』、宗教書、『英字指南』『心算啓蒙』『五大洲図説』『地理略説』のような教会学校の教科書、『万国薬方』『格物質学』『代形合参』『八線備旨』などの自然科学書であった。

## 後世への影響
ギャンブルは、聖書と図書27冊を対象に漢字出現頻度の調査に着手し、その結果、異なり字数が5150字であることを突き止めた。ロンドン伝道会のリストにある850字を足し、1書体に必要な文字を6000字と定めた。元宝式活字ケース架を発明し、これにより文字を頻度ごとに整理することで印刷の効率と質を向上させた。このほか活字母型の制作に蝋型電胎法を導入し、一号から七号までの7種のサイズの活字を整備した。これらは中国の活字・活版印刷の基礎となり、日本にも大きな影響を与えた。
美華書館は、その後の中国で印刷技術に携わる人材を輩出した。例えば1897年2月に上海に成立した商務印書館の設立者である夏瑞芳・鮑咸恩・鮑咸昌・高鳳池はもと美華書館の植字工であり、長老会の信者であった。商務印書館の設立には当時の美華書館の責任者のジョージ・F・フィッチの援助があった。
日本では、明治時代に出版された和英・英和・仏和・独和などの辞書の印刷所として知られている。1869年に美華書館の責任者を辞したギャンブルは、同年本木昌造の招聘に応じて長崎で活字製作と印刷術を伝授した。日本の活字は、美華書館による活字の複製に始まるとされる。